# Knap podkamiennik
Knap podkamiennik (Drassodes lapidosus) – gatunek dużego pająka z rodziny worczakowatych (Gnaphosidae). W Polsce pospolity.

## Budowa
Duże samice osiągają 18 mm długości, samce – 13 mm. Szaro-brązowe ubarwienie i wydłużony odwłok upodabniają Drassodes lapidosus do pająków z rodziny aksamitnikowatych (Clubionidae), od których różni go jednak budowa kądziołków przędnych, które u knapa podkamiennika są długie i cylindryczne.

## Siedliska
Występuje w suchych, ciepłych siedliskach, pokrytych rzadką roślinnością, takich jak ugory i kamieniołomy – od nizin aż po niewysokie góry. W dzień przeważnie przebywają w oprzędach pod kamieniami, uaktywniają się nocą.

## Biologia
Pająki te żywią się niewielkimi bezkręgowcami (głównie owadami, ale także innymi pająkami). Nie tworzą sieci łownych, lecz polują aktywnie.
Kopulacja odbywa się w oprzędzie samicy, w którym potem składa ona jaja, buduje kokon i agresywnie go broni. Niedojrzałe samice obserwowano w jednym gnieździe z samcami – nie były wobec nich agresywne.